# Rem (esport)

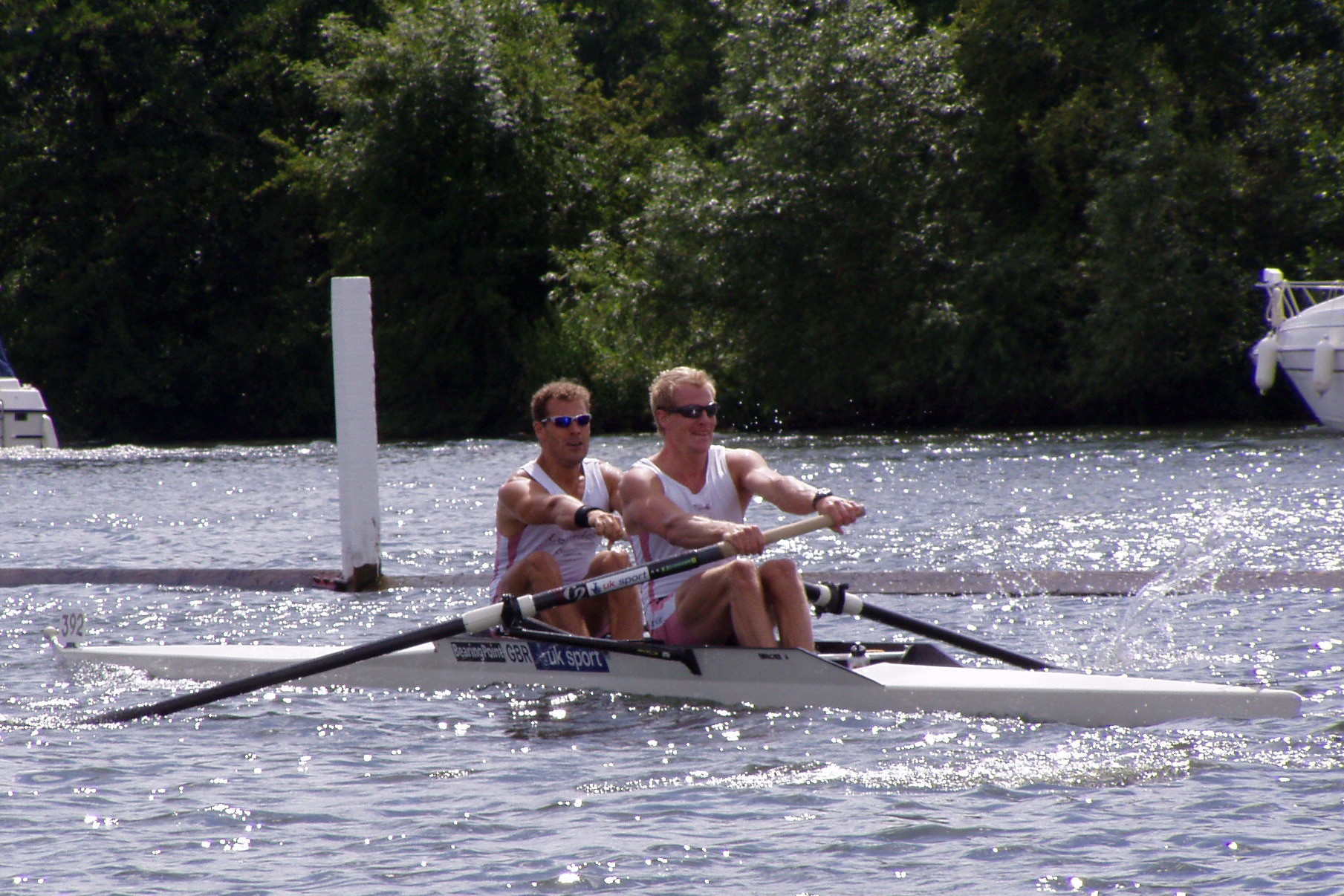
Dos sense timoner.

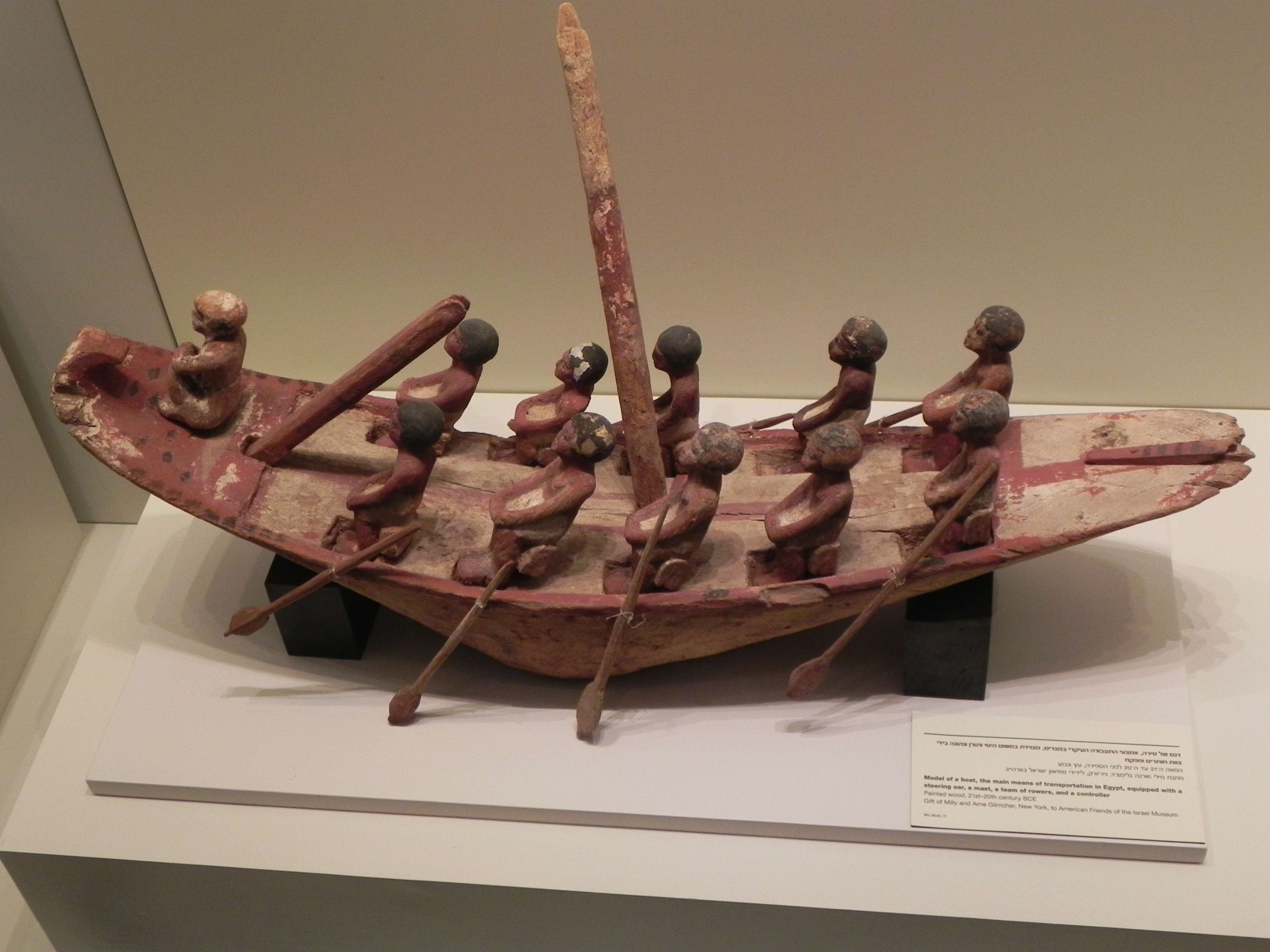

El rem és un esport nàutic que té dues modalitats: banc fix i banc mòbil i consisteix en la propulsió d'una embarcació que es desplaça utilitzant com a palanca els rems que es recolzen sempre en un bot.
Els clubs de rem tenen diverses modalitats i categories (Alevins, Infantil, Cadet, Juvenil, Sènior i Veterans) i s'aglutinen i s'organitzen regates coordinadament amb les federacions esportives de cada àmbit esportiu.
El Banc Mòbil és la modalitat en el qual el remer està assegut sobre un carretó que es desplaça a proa i a popa per a aprofitar la força de les cames, mentre que el banc fix el remer té els peus fixats i va assegut en un banc que no es mou, amb el qual gairebé no pot aprofitar la força de les cames.

## Modalitats

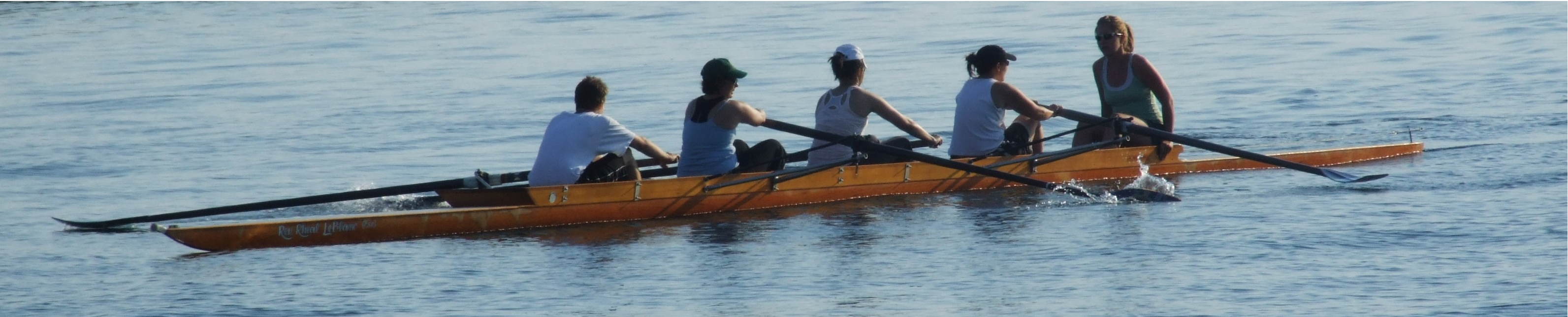
Modalitat de quatre amb timoner (4+)

### Rem en punta
El rem de banc mòbil trobem modalitats que són de rem en punta, en les quals cada esportista propulsa l'embarcació amb un sol rem, sigui de la banda d'estribord o de babord. Les embarcacions del rem olímpic clàssic són embarcacions: 2-, 2+, 4-, 4+ i 8+. D'aquestes modalitats només el 2-, el 4- i el 8+ són modalitats olímpiques. Hi ha altres embarcacions com les ioles I4+ i I2+ i darrerament també hi ha rem de mar

### Rem en couple
En el rem en couple o scull l'esportista aplica la força amb dos rems, un a cada braç. Hi ha diferents modalitats de "couple"; l'individual o skiff (1x), el doble scull (2x) i el quatre scull (4x) entre els outriggers, mentre que hi ha ioletes d'un i dos remers i rem de mar també un, dos o quatre remers. El bot de mar de quatre remers també porta timoner

## Nomenclatura bàsica
- Proa: part davantera de l'embarcació.
- Popa: part de darrere de l'embarcació.
- Estribord: mirant el sentit de la barca (cap a proa) la dreta de l'embarcació.
- Babord: mirant el sentit de la barca, l'esquerra de l'embarcació.
- Escàlem: element del llagut on amarrem el rem.
- Escalamera: peça que protegeix el llagut del fregament del rem. El banc mòbil és la peça on es fica i colla el rem
- Estrop: cap que serveix per lligar el rem a l'escàlem.
- Timó: peça de fusta que serveix per fer girar bot a babord o estribord mitjançant l'arjau o canya del timó. El banc mòbil és accionat mitjançant caps o cables. En els bots sense timoner el timó és accionat per un dels remers movent la pedalina
- Rem: instrument de fusta o fibres sintètiques que serveix per propulsar el llagut. Les seves parts: pala, canya, coll, guió i puny. En el banc mòbil hi ha el gaió, la canya, el topall i la pala.
- Reglatges: sistemes utilitzats per graduar a la mida del remer els seients i peus.

## Llagut català
El 1987 és l'any clau pel retorn del llagut. Des de dos punts del país comença amb força la recuperació.
L'Associació Cap de Creus - Cap de Sant Vicenç, es va constituir amb la intenció de fer intercanvis culturals entre el Principat i la Catalunya Nord. Aquesta associació la formaven els pobles: Cadaqués, Port de la Selva, Llança, Colera, Portbou, Cervera, Banyoles, Portvendres i Cotlliure. Les regates de llaguts recuperades a proposta de l'alcalde de Cervera, Jean Martí van aixecar immediatament una gran expectació i hi van tenir un gran ressò maniàtic. El campionat de llaguts entre les esmentades poblacions va crear molt d'ambient. Des d'aquell any fins a l'actualitat cal destacar el paper del Club de Rem Colera PPG com a motor i capdavanter del rem a la Costa Brava Nord.
També el mateix any, l'Obreria de Santa Cristina de Lloret de Mar va promoure la recuperació dels llaguts de la processó de les festes de Santa Cristina. Una representació lloretenca amb Joan Domènech i Moner, obrer major de l'Obreria, com a propulsor de la recuperació, i el Sr. Joan Sala i Lloberas, patró major de la Confraria de Pescadors de Lloret, van proposar habilitar els llaguts que construïa Tallers Nicolas, de Sant Carles de la Ràpita, per a vuit remers. L'Obreria de Santa Cristina, l'Ajuntament de Lloret de Mar, el Gremi d'Hotelers de Lloret de Mar i la Confraria de Sant Elm de Lloret de Mar van ser els quatre primers llaguts. La recuperació fou rebuda amb molt d'entusiasme i l'any següent: l'any 1988 es compta ja amb quatre llaguts més que representaven a les entitats: 
Club Nàutic de Lloret de Mar, Confraria de Pescadors de Lloret de Mar, Club Marina/Casinet de Lloret de Mar i l'associació "Es Vano" de Lloret de Mar.
El 1989 l'onada d'entusiasme envers els llaguts es va contagiar a les viles veïnes. A Blanes es van comprar quatre llaguts: un el Club Vela Blanes, un l'Ajuntament de Blanes i dos la Confraria de Pescadors de Blanes. A Tossa de Mar, la Confraria de Pescadors de Tossa, sota l'impuls de Telm Zaragoza, el seu president, també va comprar un llagut. Molt ràpid va decaure l'interès i la barca fou aprofitada pels lloretencs. També passa el mateix amb dos dels llaguts de Blanes. Els altres dos, un es va fer malbé i l'altre, el de l'Ajuntament, el 1991 va servir per a l'escola de rem organitzada des del Patronat d'esports de Blanes.
A causa del gran nombre de remers que mobilitzaven les dues lligues existents: la de sis i timoner, a la Catalunya Nord, i la de vuit i timoner a Lloret i rodalia, més la necessitat de federar-los, el 1993 la Federació Catalana de Rem reconeix el rem en llagut i crea la secció de banc fix (modalitat llagut).
Durant la dècada dels noranta a la lliga de l'Associació Cap de Creus - Cap de Sant Vicenç s'hi afegiren les poblacions de Barcarès i Sant Cebrià del Rosselló de la Catalunya Nord i Roses i L'Escala del Principat.
El 1999 a causa d'una escissió d'una tripulació de l'Obreria de Santa Cristina es crea el Club Rem Sant Roma de Lloret de Mar que completa les nou entitats (que no clubs) actuals de Lloret de Mar. També es crea el Club Rem Treumal de Blanes que vol tornar a iniciar el rem a la població.
Aquest mateix any al barri Baixamar de Torredembarra s'impulsa el rem amb llagut recuperant les regates que s'havien fet antigament amb bots petits. Paral·lelament, a Calafell, celebrant els deu anys de la recuperació del Bot de Salvament, i sentint-se esperonats pels seus veïns de Torredembarra, comencen la recuperació dels llaguts.
L'any 2000, a Torredembarra, amb ajudes municipals i d'altres institucions compren els tres primers llaguts propis. Amb aquests poden tornar a fer el triangular ja tradicional, anomenat "desafiament", entre les poblacions de Calafell, Vilanova i Torredembarra. Cap a finals d'aquest any a Calafell compren el seu primer llagut. L'any 2001 compren el segon. Vilanova i la Geltrú participa només en el triangular amb les altres dues poblacions.
El mateix 2001 a Arenys de Mar un grapat d'amics cercant la possibilitat d'accedir als esports nàutics de manera popular i engrescar una vila marinera que vivia d'esquena al mar aconsegueixen un llagut facilitat des de Colera i participen en la lliga de sis i timoner. El 2002 l'Ajuntament d'Arenys de Mar compra un llagut per la població i el cedeix al club. És important el vessant lúdic d'aquesta població perquè dels 70 socis només dos equips competeixen. La majoria dels socis del club surten a remar de forma recreativa.
Durant el mes de maig d'aquest any a Mataró des de l'escola Santa Anna / Escolapis de Mataró es comença a fer un taller de rem per veure si és viable comprar uns llaguts per a la classe d'educació física dels alumnes de secundària i batxillerat. També, aprofitant que es porta un llagut de l'Obreria de Santa Cristina, components de la Colla Castellera dels Capgrossos de Mataró fan unes sessions d'iniciació al rem. L'escola veient l'èxit que té entre els seus alumnes a finals d'any compra dos llaguts.
Mentre a Arenys de Mar compren el seu primer llagut i a Mataró fan classes de rem, a Badalona el Club Nàutic Bétulo, animats des de l'Ajuntament pel coordinador de medi ambient Sr. Gregori Muñoz-Ramos s'estrenen amb el rem en llagut.
El 2003 és una altra data important pels llaguts perquè es fa un altre gran pas endavant. Per fi s'aconsegueix trobar la fórmula per unificar les dues lligues i es crea la Comissió de Banc Fix de la Federació Catalana de rem. Aquesta comissió junta tots els clubs actuals, n'és el president n'Antoni Pujol de Lloret de Mar.
El Club Nàutic Bétulo el 2004 compra els seus dos primers llaguts i a Mataró la Colla Castellera Capgrossos de Mataró crea la seva secció de rem per poder competir a les regates de la lliga. Aquest any 2005 fruit d'una escissió del Club Nàutic Bétulo es crea el Club Rem Badalona. Tarragona, Flix i Barcelona són altres poblacions que participen amb els seus equips a la lliga de la comissió.
A Cambrils el 2005 es crea el Club Vent d'Estrop. Més endavant es creen una sèrie de clubs a diferents punts de Catalunya: Palamós, Deltebre,... El 2007 d'altres clubs existents, marxen vogadors que creen altres clubs: Empuriabrava, procedents del Club de Rem Colera; 2008 Natació Badalona, procedents del Club Nàutic Bétulo i el Club de Rem Badalona; 2009 Nàutic Premià, procedents dels Capgrossos de Mataró.
A les Terres de l'Ebre competeixen a la lliga de muletes, que són llaguts de 6 i amb les puntones que són de 4. Hi ha clubs com: Nàutic Flix, Mora, Nàutic Amposta, l'Ampolla, l'Ametlla, Sant Carles de la Ràpita, l'Associació Esportiva Xino-Xano de Deltebre. Algun d'aquests clubs també participen en la lliga catalana de llagut.

## Proves

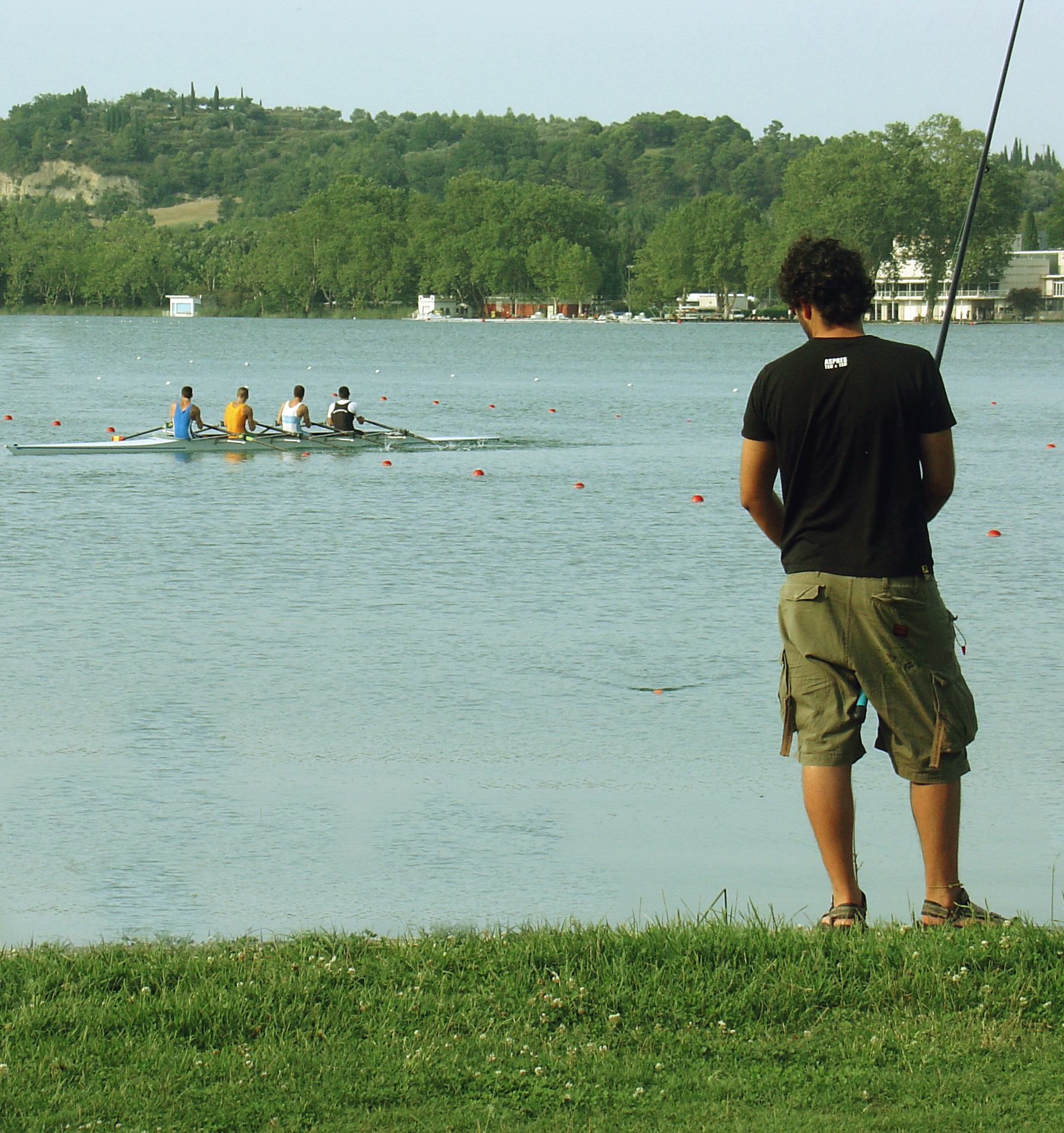
La selecció espanyola de Rem entrenant a l'Estany de Banyoles

Les proves que es disputen en rem són les següents:
| Prova                    | Modalitat | Timoner | Remers | Eslora |
| ------------------------ | --------- | ------- | ------ | ------ |
| Scull individual o skiff | en couple | no      | 1      | 8 m    |
| Doble scull              | en couple | no      | 2      | 10 m   |
| Quàdruple scull          | en couple | no      | 4      | 13 m   |
| Dos sense timoner        | en punta  | no      | 2      | 10 m   |
| Quatre sense timoner     | en punta  | no      | 4      | 13 m   |
| Dos amb timoner          | en punta  | si      | 2      | 11 m   |
| Quatre amb timoner       | en punta  | si      | 4      | 14 m   |
| Vuit amb timoner         | en punta  | si      | 8      | 17 m   |